# Othmane Elidrissi
Pour le joueur de futsal marocain, voir Othmane El Idrissi.
Othmane Elidrissi de son nom complet Othmane Elidrissi Erahhali, né le 7 octobre 2006 à Francfort-sur-le-Main, est un footballeur germano-marocain jouant au poste de milieu de terrain au SV Darmstadt 98.

## Biographie

### Carrière en club
Né à Francfort-sur-le-Main, il intègre le club amateur SG Rot-Weiss Frankfurt avant de signer dans le centre de formation du SV Darmstadt 98.
Le 4 août 2024, il fait ses débuts professionnels à l'âge de 17 ans, à l'occasion d'un match de championnat contre le Fortuna Düsseldorf en remplaçant Klaus Gjasula à la 75e minute (défaite, 0-2).

### Carrière en sélection
Othmane Elidrissi est international marocain en équipes de jeunes, étant sélectionné pour la première fois par Saïd Chiba avec les moins de 17 ans pour la CAN des moins de 17 ans qui a lieu au printemps 2023 en Algérie,, dans un contexte de fortes tensions et incertitudes liées aux relations compliquées entre les deux voisins maghrébins,.
Titulaire tout du long de la compétition, il permet aux siens de se qualifier pour la coupe du monde junior, marquant un doublé lors de la victoire 3-0 contre l'Algérie en quart de finale,. Il s'impose ensuite face au Mali pour atteindre la finale du tournoi,,. Titulaire également en finale de la compétition face au Sénégal, il ne remporte pas la compétition à la suite d'une défaite de 2-1 à Alger,.

## Palmarès
- Maroc -17 ans
  - Coupe d'Afrique des nations junior
    -  Finaliste en 2023